# 斯尼爾菲尤爾
斯尼爾菲尤爾（挪威語：Snillfjord）是挪威已撤銷的市镇，曾位於南特倫德拉格郡。該市镇存在於1924年至2020年間。